# 파이널 파이트 (비디오 게임)
파이널 파이트(Final Fight)는 일본의 아케이드 게임 개발업체 캡콤(Capcom)이 1989년 발매한 진행형 격투 게임이다. 파이널 파이트 시리즈의 첫 작품이다.
89년 처음 발매되었을 때 이 게임의 명칭은 Street Fighter '89였으나, 제작사 캡콤이 스트리트 파이터 II의 개발에 돌입하면서 기존 명칭과 새 게임과의 혼동을 막기 위하여, 제목을 다시 Final Fight로 바꾸었다.

## 게임 플레이
파이널 파이트가 발매되었을 당시 이 게임의 연출력은 많은 주목을 받았으며, 간단한 조작법은 호평을 얻었다. 그러나 간단한 조작법과는 달리 난이도는 높은 편에 속했다. 파이널 파이트는 이후 발매된 많은 격투액션게임들의 선구자 역할을 하였다. 대표적으로 파이널 파이트가 정립한 개념은, 세기형(細技形) 캐릭터(가이)/중간형 캐릭터(코디)/힘 위주 캐릭터(해거)의 시스템이다. 여기서 세기형 캐릭터는 민첩한 움직임이 장점인 반면 공격력이 떨어지는 경우이고, 힘 위주 캐릭터는 강한 공격력을 자랑하지만 반대로 움직임이 둔하며, 중간형 캐릭터는 앞의 두 스타일의 장점을 다 지니고 있어서 가장 무난하게 사용할 수 있는 유형이다. 또한 게임을 진행하면서 나오는 드럼통이나 쓰레기통, 폐타이어 탑을 부술 경우 등장하는 다양한 아이템들은 이후 격투액션 게임의 조류가 되었다.

## 게임 줄거리
게임의 배경은 메트로 시티라는 대도시이다. 메트로 시티는 범죄도시로, 매드 기어라는 갱단이 이 도시를 장악하고 있었다. 그런데 새로 시장으로 부임한 마이크 해거는 공권력을 동원하여 매드 기어를 척결하려고 한다. 매드 기어의 보스 벨거는 해거의 기를 꺾고 자신들의 주도권을 잃지 않기 위해 해거의 딸 제시카를 납치한다. 그리고 그 사실을 해거에게 알리며, 자신들이 하는 일을 방해하지 말라고 협박한다. 분노한 해거는 그들에게 굴복하지 않고, 자신의 손으로 매드기어의 보스 벨거의 손에서 딸을 구출할 것을 다짐한다. 제시카의 소꿉친구 코디와 코디의 친구 가이는 이 사실을 듣고 해거에게 자신들도 제시카를 구출하는 일에 동참하겠다고 한다.

## 스테이지 구성
게임 내 무대는 모두 6개로 구성된다. 자세한 것은 다음과 같다.
- 슬럼가(Slum) : 처음 시작하는 스테이지로, 평이한 난이도를 보인다. 보스는 게임 오프닝에서도 등장하는 댐드.

- 지하철(Subway) : 2 스테이지로, 1 스테이지에 비하여 급격히 난이도가 올라간다. 스테이지의 길이가 긴 편이며, 지하철 역 승강장에서 시작하여 지하철 전동차 내부로 이동하고, 전동차에서 내리면 보스 소돔이 기다리고 있는 특설 링으로 이동하게 된다.

- 서부지구(West Side) : 유흥가가 배경인 스테이지이며, 중간에 중간보스 성격을 지닌 안도레들과 싸우게 된다. 차이나타운을 지나면서 만나는 보스는 깡패경찰 에디.E이다.

- 산업지구(Industial Area) : 공장지대가 배경인 스테이지이다. 처음 시작하는 곳은 화염이 땅에서 솟아 오르는 곳이다. 화염다리를 벗어난 뒤 공장내부를 지나 리프트를 타고 올라간 뒤 리프트가 멈춘 옥상에서 보스 로렌토와 본격적으로 싸우게 된다.

- 만(灣)지대(Bay Area) : 바다가 보이는 산책로가 배경이며, 적들이 많이 등장하며 스테이지가 길다. 시간을 다투는 곳으로 신속하게 진행하지 않을 경우 시간경과(타임 오버)로 죽을 가능성이 높은 곳이다. 보스는 아비가일로 온 몸을 빨갛게 달아오르게 한 뒤 플레이어에게 도움닫기로 주먹을 내지른다.

- 중심가(UpTown) : 마지막 스테이지답게 최고의 난이도를 보여준다. 적들이 굉장히 많이 등장하며, 중간에 전등 낙하 트랩도 있다. 무대는 이 게임의 최종보스 벨거가 소유하고 있는 빌딩. 빌딩의 1층에서 승강기를 타고 옥상으로 올라간 뒤, 벨거가 기다리고 있는 방까지 진행하는 방식이다. 벨거는 석궁을 이용하여 플레이어를 공격하며, 벨거를 처치하기 전까지 졸개들은 무한으로 소환된다.

## 선택 가능한 캐릭터
가이(Guy)
- 생년월일: 1965년 8월 12일
- 신장 : 179cm
- 인적사항 : 인술의 달인이며, 빠른 속도로 적을 공격할 수 있고 민첩한 움직임을 보인다.
- 장점 : 스피드. 주먹 연사 속도가 빠르다.
- 단점 : 공격력이 다른 캐릭터에 비해 약한편이다.
- 필살기 : 무신류 선풍각
- 잘 쓰는 무기 : 장검(공격범위가 다른 캐릭터들보다 긴 편)
- 특수 능력 : 가이는 벽을 짚고 그 반동을 이용하여 적에게 몸을 날려서 공격할 수 있다. 벽을 바라 본 상태에서 점프한 뒤 벽을 짚고 무릎치기 또는 공중 발차기 동작으로 연계할 수 있는데, 통상의 무릎치기, 공중 발차기에 비해 훨씬 강한 공격력을 보인다.

코디 트래버스(Cody travers)
- 생년월일 : 1967년 4월 18일
- 신장 : 182cm
- 인적사항 : 마샬아츠의 달인이며, 단검을 잘 쓴다. 소꿉친구 제시카가 매드 기어에게 납치당했다.
- 장점 : 스피드와 정교함을 고루 갖추고 있다.
- 단점 : 두 캐릭의 단점을 보완한 캐릭터이므로 딱히 없다. 다만 공격력은 해거보다는 약하며, 스피드도 가이보다 느리다.
- 필살기 : 허리케인 킥
- 잘 쓰는 무기 : 단검(근접시 던지지 않고, 무한 사용이 가능, 단 적이 멀리 있으면 코디도 단검을 던진다)

- 특수 능력 : 코디는 세 명의 캐릭터 중 유일하게 단검을 1회용이 아니라 계속 사용할 수 있다. 적과 가까이 접근하면 코디가 들고 있는 단검이 번쩍거리는데, 이때 코디는 단검을 이용하여 적들을 찌를 수 있다. 반면 가이나 해거의 경우 한 번 적에게 단검을 날리는 것에 그치고 연속하여 사용할 수는 없다.

마이크 해거(Mike Haggar)
- 생년월일 : 1943년 9월 3일
- 신장 : 202cm
- 인적사항 : 전 스트리트 파이터 챔피언이고, 현 메트로 시티의 시장으로 재직 중인 제시카의 아버지이다. 챔피언답게 프로레슬링 기술의 달인이며 특히 백 드롭과 파일 드라이버를 잘 구사한다. 딸 제시카가 납치되자 직접 매드 기어의 본거지로 향한다.
- 장점 : 힘. 모든 공격력이 강하다. , 잡기 기술이 뛰어나다.
- 단점 : 공격속도와 이동속도가 느린편이다.
- 필살기 : 회전 주먹치기.
- 잘 쓰는 무기 : 파이프(휘두르는 속도가 매우 빠름)
- 특수 능력 : 해거는 공격 속도는 느리지만 백 드롭과 파일 드라이버를 효과적으로 구사할 경우 코디나 가이보다 더 효율적으로 다수의 적을 제거할 수 있다. 특히 백 드롭의 경우 기술 구사 후 헛점이 없기 때문에 많은 적들을 일거에 소탕하는 데 쓸모있다. 파일 드라이버는 적 1인에게 큰 피해를 줄 때 사용한다. 또한 해거는 잡는 능력이 앞의 두 캐릭터에 비해 강해서 적에게 조금만 가까이 접근해도 잡기 기술을 구사할 수 있다.

## 적들
파이널 파이트에는 다양한 졸개 캐릭터들이 등장하고, 이들은 개성있는 공격 방법으로 플레이어의 앞길을 가로막는다. 크게 7가지 캐릭터 유형이 존재하는데, 그 외는 이 기본 유형에서 외관 및 색체만 약간 바뀐 것에 불과하다.

### 졸개 캐릭터들
- 브레드 / 덕 / 사이먼즈 / 제이크 : 이 게임의 대표적인 졸개 캐릭터들. 특별히 위협적이지도 않고 플레이어에게 적극적으로 달려들지도 않으며, 느릿느릿 움직이면서 플레이어의 주위를 배회한다. 이들은 주먹 연사로만으로도 쉽게 공략할 수 있다. 4명의 차이는 옷 색과 외관 외에는 없다. 브레드는 검은 색 탱크톱, 덕은 주황색을 입고 있으며 흑인이고, 사이먼즈는 갈색, 제이크는 파랑색 탱크톱을 입고 있으며 사이먼즈는 썬글라스를 착용했고 제이크는 수염을 길렀다. 이들이 쓰는 기술은 주먹치기, 점프 발차기, 무릎치기 정도로 단순하다. 다만, 인공지능의 경우 사이먼즈-제이크-덕-브레드 순으로 공격적 성향이 강하다. 가끔 드럼통을 굴려서 공격할 때도 있다. 약한 만큼 가장 많이 등장하는 졸개들이다.

- 제이 / 투 피 : 역시 대표적인 졸개 캐릭터이다. 둘 사이의 차이점은 제이의 경우 노란 바탕에 파랑색 문양이 새겨진 옷을 입고 있으며, 투 피는 주황 바탕에 녹색 문양이라는 점이다. 다만 이들은 졸개 캐릭터 치고 빠른 움직임에 플레이어의 의표를 찌르는 잽 공격을 주무기로 한다.

- 액슬 / 슬래시 : 건스 앤 로지스의 액슬 로즈와 슬래시를 모델로 하여 만들어진 캐릭터이다. 폭주족 스타일의 캐릭터들로, 게임에 등장하는 적 캐릭터들 중 유일하게 플레이어의 주먹이 잘 통하지 않는다. 액슬은 검은 색 가죽점퍼를 입고 있으며, 슬래시는 곱슬머리에 갈색 가죽점퍼를 입고 있다. 액슬보다 슬래시가 조금 더 공격적이다. 이들은 체력이 약한 대신 강력한 주먹내려치기 및 옆차기를 구사하며 주먹내려치기의 경우 단 세방 정도로 플레이어를 쓰러뜨릴 수 있을 정도로 막강하다.

- 할리우드 / 엘 가도 : 단검을 잘 쓰는 날렵한 캐릭터들. 헐리우드는 두 세명씩 나와서 화염병으로 플레이어를 위협한다. 이들은 단 한 방의 주먹으로 쓰러뜨릴 수 았으며, 주먹으로 화염병을 상쇄시킬 수도 있다. 이들말고도 엘 가도와 똑같은 고역을 하는 헐리우드도 있다. 인공지능상으로 엘 가도가 할리우드보다 좀 더 지능적이며 강하다. 빠른 이동 속도를 자랑하며 주요 공격 패턴으로는 단검 던지기, 근거리에서 코디처럼 단검으로 연속으로 찌르기, 슬라이딩, 맨주먹으로 복부 치기 등이 있다. 그러나 가장 위협적인 공격으로는 단검 2개를 쥐고 하늘을 날아 플레이어의 머리 위를 찌르는 방법이다. 이들은 설정상 로렌토(스테이지 4의 보스)의 부하들이다.

- 빌 불 / 올리버 / 웡 후 : 키는 크지 않으나 비만형으로 몸이 둥글며, 대머리. 셋의 차이라면 복장 정도이다. 빌 불은 검은 색 바지, 올리버는 파랑색, 중국계 화교인 웡 후는 녹색 바지를 입고 있다. 이들의 주무기는 강력한 박치기. 전속력으로 내달려 플레이어에게 박치기를 하는데 주먹으로 튕겨내기가 어렵기 때문에 플레이어를 곤경에 종종 처하게 만든다.

- 포이즌 / 록시 : 기계체조를 하듯 화려한 몸놀림을 자랑하는, 파이널 파이트에 등장하는 캐릭터들 중 제시카를 제외한 유일한 여성 캐릭터. 다만 개발 초기 이들은 여자였으나, 미국에서 발매되었을 때는 게이로 설정이 바뀌었다. 이들은 이후 슈퍼 NES, 게임보이 어드밴스로 재발매된 파이널 파이트에서는 빌리와 시드로 이름이 바뀌어 나왔고, 외모 또한 남자로 변형되었다.

- 앙드레 가족 : 가족이라는 이름을 쓴 이유는, 게임 상에서 출현하는 앙드레들은 나이만 다를 뿐 모두 같은 집안의 사람들로 설정되어 있기 때문이다. 당시 유명했던 프로레슬러 앙드레 더 자이언트의 외관을 모델로 했다. 이들은 표범의 가죽으로 보이는 상의를 입고 있으며, 강한 맷집과 공격력을 자랑한다. 주요 공격 방법은 질주해 와서 배치기, 주먹치기, 파일드라이버, 목조르기, 쓰러진 플레이어 위로 날아 몸통 찍기 등이 있다. 가족 구성원으로 앙드레 주니어(붉은 색 상의), 앙드레(분홍색), 할아버지 앙드레(Grandfather Andore, 파랑색), 숙부 앙드레(Uncle Andore, 검은색), 아버지 앙드레(Father Andore, 노란색)가 있다. 이 중 앙드레 주니어와 앙드레는 게임 전반에 걸쳐 자주 등장하나, 할아버지, 아버지, 숙부 3명은 3스테이지에서 중간보스 급으로 등장한다. 단 숙부 앙드레의 경우 2인 협동플레이를 할 경우에만 추가로 등장한다.

### 보스
- 댐드 : 슬럼가 1스테이지의 보스로, 캐러비안 식의 머리모양을 하고 있다. 그는 매드 기어의 정보책으로서 맘몬을 숭배하는 신자이기도 하다. 오프닝에서 해거의 집무실 TV에 모습을 드러내기도 한다. 다만 얼굴을 보이는 횟수에 비하여 실제 댐드는 보스 중 가장 허약한 축에 속하며 나올 때 문을 부수고 나온다. 자신의 체력이 일정 수준 이하로 내려갈 경우 부하들을 불러내는 전술을 사용한다.

- 소돔 : 지하철 2스테이지의 보스로, 그를 위해 마련된 특설 링에서 플레이어를 기다리고 있다. 어설픈 일본어를 사용하는 일본문화 신봉자. 사무라이 스타일의 보호장구를 입고 있으며, 양 손에는 마사무네라는 이름의 장검 2개를 들고 있다. 소돔은 보호장구를 입고 있기 때문에 통상적인 주먹 공격으로는 체력이 쉽게 깎이지 않는다(코디 중심으로 했을 때 최소한 300여 방 정도는 때려야 클리어 가능). 따라서 그를 잡으려면 주로 잡기 공격을 써야 한다. 주요 공격 방법은 달려와서 몸통 부딪치기, 장검으로 베기 등이 있다. 소돔은 이후 스트리트 파이터 시리즈에서 계속 등장한다.

- 에디. E : 서부지구 3스테이지의 보스. 깡패 경찰로 한 손에는 곤봉을 들고 있으며, 초반에 껌을 씹다가 뱉어 놓는다.(이것을 먹으면 체력이 일정수준 회복된다) 처음에는 곤봉으로 플레이어에게 근접 공격을 가하지만, 자신의 체력이 얼마 남지 않을 경우 빠른 속도로 플레이어를 피해다니면서 총을 난사한다.

- 로렌토 : 전 레드베레의 일원으로 4스테이지의 보스. 잡기 및 손에 든 봉을 이용하여 플레이어를 곤경에 빠뜨린다. 매우 민첩한 움직임의 소유자로, 주요 공격 방법은 벽반동 차기, 잔상 이동 뒤 곤봉치기, 잡고 던지기 등이 있다. 다만, 체력이 감소할 경우 아주 빠르게 움직이면서 수류탄을 난사하며 KO를 당하면 수류탄으로 자폭한다. 로렌토는 이후 스트리트 파이터 제로 2와 캡콤 VS SNK2에서 다시 등장하며 포켓 파이터에서도 이부키의 스킬 사용 시에 등장한다.

- 아비가일 : 기본 체형은 안도레 일가와 같지만, 훨씬 강한 모습을 보여 주는 5스테이지의 보스. 맷집이 강하며, 주요 공격 방법은 몸을 빨갛게 달아오르게 한 뒤 달려와서 주먹으로 내지르는 것과, 공중으로 플레이어를 잡아 내던지는 것이 있다. 주요 공격 포인트로는 몸을 빨갛게 달아올랐을 때 쫄따구을 던져서 공격하는 방법하고, 옆으로 유인시켜 주먹으로 공격하는 방법이 있다(운이 좋으면 죽지 않고도 클리어 가능).

- 벨거 : 매드기어의 총수이자 마지막 보스. 그는 다리가 불편한 탓에 처음 등장할 때는 제시카를 인질삼아 품에 안고 휠체어에 탄 상태이다. 그러나 플레이어가 그의 휠체어를 부수면 본색을 드러내긴 하지만, 화살을 쏘지 않는 상태에서는 가만히 서 있기만 한다. 그의 주무기는 빠르게 난사하는 석궁 화살이다. 가이하고 코디의 경우 주먹 연사로 튕겨내는 것이 가능하지만, 해거의 경우 주먹이 느린데다 주먹의 방향도 다르기 때문에 날아오는 화살을 막아내기에 역부족이다. 벨거는 자신의 체력이 얼마 남지 않으면 유리벽 쪽으로 붙어서 플레이어의 등을 향하여 석궁을 쏘게 된다. 벨거를 처치하기기 전까지는 쫄따구들이 무한대로 등장하기 때문에 벨거의 공략을 곤란하게 만든다. 순서는 브래드/덕/제이/투 피 - 앙드레/포이즌/록시 - 슬래시/액슬/헐리우드/엘 가도 순으로 등장한다. 헐리우드하고 엘 가도가 나타났을 때, 단검 6개를 나오게 하면 화살을 쏘지 않게 된다.

## 무기
파이널 파이트의 무기는 모두 3가지 종류이다.
- 단검 : 단검은 가이와 해거의 경우 1회용이지만, 코디의 경우 연속으로 사용할 수 있는 무기이다. 위력은 장검과 똑같으며, 연사 속도가 빠르기 때문에 다수의 적들을 제압하는 데 효과적이다.

- 파이프 : 1회용이 아니라 연속으로 사용할 수 있다는 점을 제외하면 특별한 장점이 없는 무기. 해거가 사용하면, 연사속도가 다른 캐릭터들보다 더 빨라진다.

- 무라마사(장검) : 파이프와 똑같은 공격 범위 및 공격 속도를 보이지만, 위력은 단검과 같다. 가이가 사용할 경우 효율적이다.

## 아이템
파이널 파이트의 아이템들은 공중전화부스, 쓰레기통, 타이어 탑, 드럼통 등을 파괴할 경우 등장한다. 
어떤 구조물을 파괴하여 그 속에서 플레이어에게 유익한 효과를 주는 아이템을 습득하는 시스템은 이후 격투액션 게임에서 많이 응용되었다.
아이템의 종류는 점수(포인트) 아이템(시계, 라디오, 모자, 냅킨, 목걸이, 다이아몬드, 골드바, 토파즈, 망치, 달러, 엔) 및 체력회복 두 가지가 있다. 
단 체력회복 아이템의 경우도 플레이어의 체력이 100퍼센트일 경우 점수 아이템의 효과가 나온다. 
외관상으로 볼 때 닭고기라든가 바비큐, 스테이크, 초밥, 카레, 피자 등 육류에 부피가 큰 아이템의 경우 체력을 많이 회복시킨다.
반면 청량음료, 과일, 껌, 맥주, 위스키 등 직관적으로 영양이 풍부하지 않다고 느껴지는 음식들의 경우 체력회복량은 미미한 편이다. 
아이템의 출현 확률 및 종류는 랜덤이며, 바비큐나 스테이크 등 체력을 많이 채워 주는 아이템들은 주로 어려운 상대를 만나기 전이나 후에 등장한다.

## 보너스 게임
파이널 파이트에서는 스테이지 2와 4를 클리어하면 보너스 게임을 하게 된다. 스테이지 2를 클리어하면 주유소에 있는 차량을 부수는 보너스 게임을 하게 되는데 이 보너스 게임은 훗날 스트리트 파이터 2에서도 똑같이 적용되었다. 스테이지 4를 클리어하면 유리벽을 부수는 보너스 게임을 한다.

## 전일기록
| 스코어러                                     | 캐릭터 | 연사장치 여부 | 스코어              | 집계일   |
| 是松                                         | 가이   | 有            | 5,518,240 (551.1만) | '09.09.A |
| ＡＷＡ                                       | 가이   | 無            | 5,047,080 (504.7만) | '08.04.A |
| 518万がウソと言った奴がなぜ540万出せるんだ？ | 코디   | 有            | 5,270,990 (527.0만) | '09.03.A |
| ＣＯＤ                                       | 코디   | 無            | 5,066,910 (506.6만) | '00.11.A |
| ＡＷＡ                                       | 해거   | 有            | 5,706,390 (570.6만) | '05.07.A |
| ＡＷＡ                                       | 해거   | 無            | 5,616,230 (561.6만) | '06.11.A |

본 소스의 출처는 일본의 게임잡지인 게메스트/월간 아르카디아지이며, 집계일 부문은 해당 스코어가 개제된 호수다.

집계일 부분의 'YY.MM.에서 MM.뒤에 붙은 A는 아르카디아지의 약자다.

## 트리비아
- 파이널 파이트는 한 화면 상에 표시할 수 있는 스프라이트의 숫자가 제한되어 있다. 특히 무기의 경우가 그러한데, 무기가 땅에 총합 6개가 떨어지는 순간 더 이상의 무기는 화면에 등장하지 않는다. 이를 이용하면 5스테이지에서 엘 가도, 할리우드가 대량으로 등장하는 상황에서 더 이상 단검을 적들이 꺼내지 못하기 때문에 좀 더 쉽게 게임을 풀어 나갈 수 있다. 또한, 최종 보스 벨거와 싸울 때도 바닥에 단검 등의 무기가 6개가 떨어짐과 동시에 벨거의 석궁 화살은 더 이상 발사되지 않는다. 이를 이용하면 벨거를 쉽게 처치할 수 있다.

- 예전 대한민국의 전자 유기장(전자 오락실)에서는, 가이나 코디의 경우 '주먹 무한연사'를 잘 구사하는 것이 파이널 파이트 고수의 필수조건이었다. 주먹 무한연사란 게임의 버그를 이용한 것으로, 보통 주먹버튼을 연사하면 가이의 경우 5단계, 코디의 경우 4단계의 연속공격 모션을 취한다. 그런데 가이의 경우 3단계에서, 코디의 경우 2단계 모션을 취함과 동시에 이동키를 반대로 움직였다가 다시 원래대로 이동키를 복귀시킨다. 이 경우 공격 모션이 중간에서 취소된 것으로 취급되기 때문에 플레이어는 적들을 무한히 공격할 수 있는 것이다. 이 버그를 패러디한 초필살기는 이후 스트리트 파이터 제로3에 다시 등장하는 코디가 구사하게 된다.

- 후속편 2, 3가 나오긴 했지만 슈퍼 패미컴에만 발매되어 별다른 인기를 얻지 못했다.

## 평가
| 평론 점수       | 평론 점수      |
| 평론사          | 점수           |
| --------------- | -------------- |
| 크래시          | 90%            |
| EGM             | 7/10 (Sega CD) |
| 싱클레어 유저   | 81%            |
| 유어 싱클레어   | 77%            |
| MicroHobby (ES) | 88%            |
| Mega            | 92%            |
| MegaTech        | 94%            |

| 수상     | 수상        |
| 평론사   | 수상        |
| -------- | ----------- |
| Crash    | Crash Smash |
| MegaTech | Hyper Game  |

## 같이 보기
- 캡콤
- 격투 액션